# Lokomotivdepot

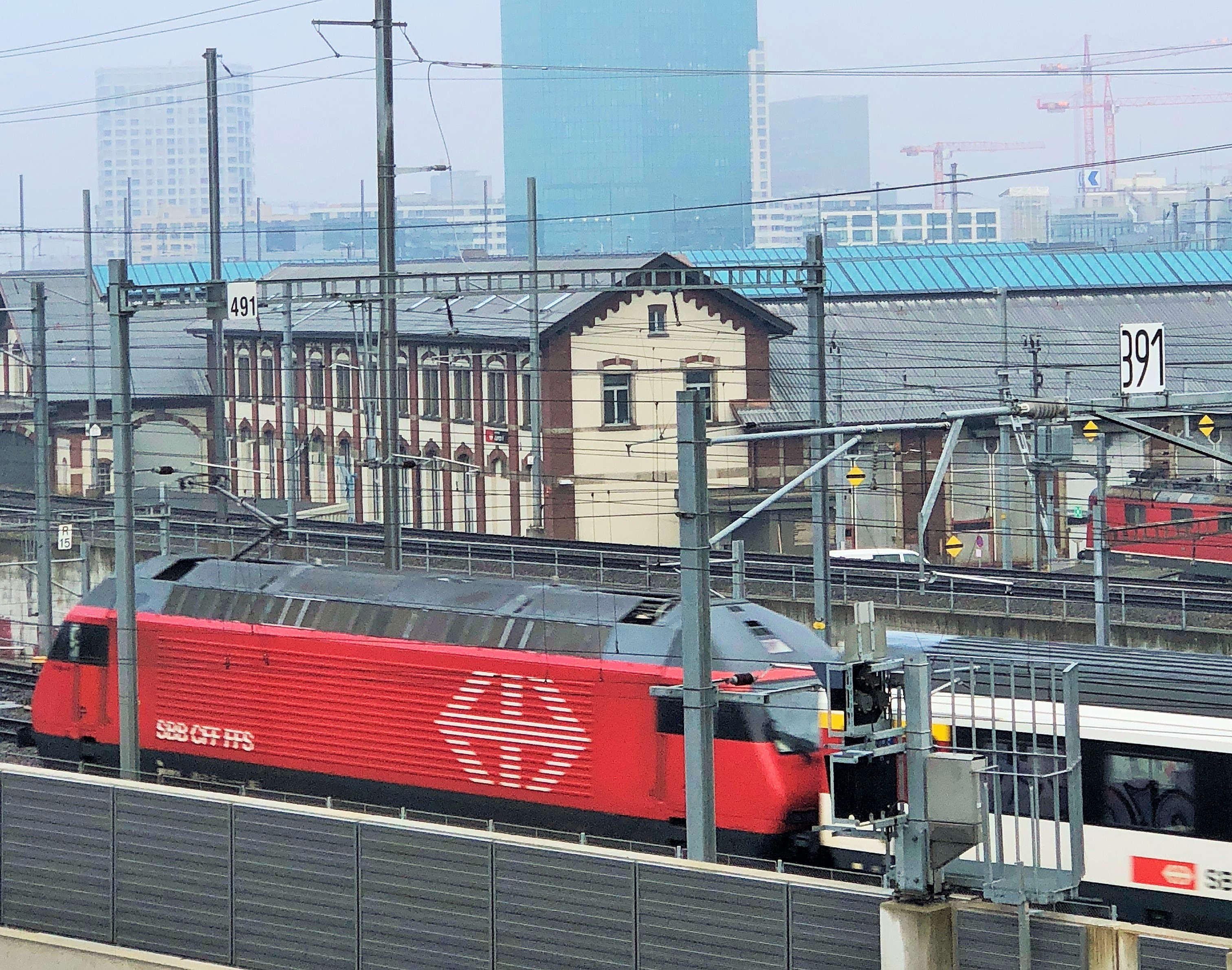
Lokomotivdepot F Zürich, Baujahr 1898/99

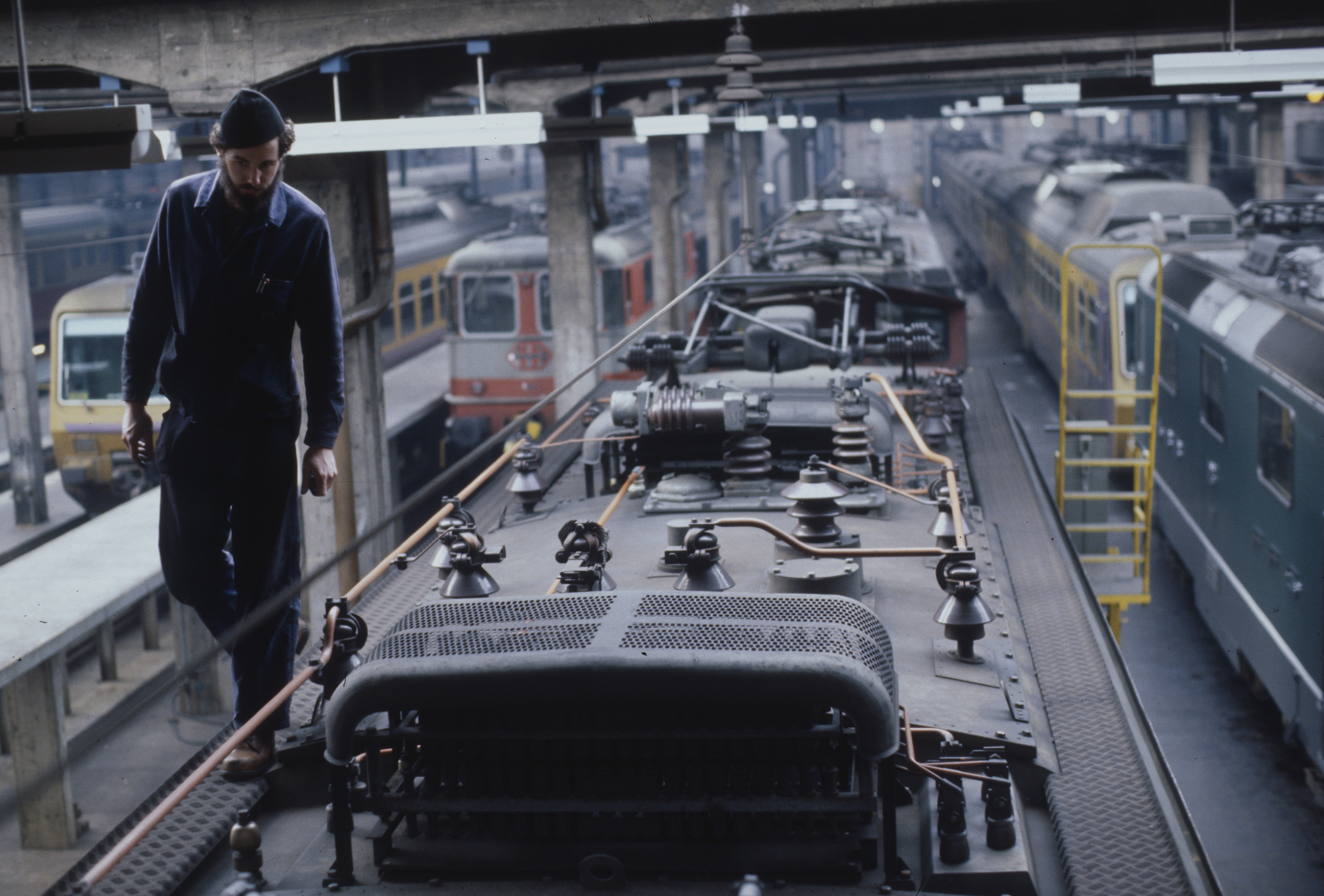
Lokomotivdepot G Zürich

Ein Lokomotivdepot oder Depot ist in der Schweiz eine Einrichtung zum Betrieb, Unterhalt, Revision und Unterbringung von Lokomotiven. Lange Zeit hatten die Lokomotivführer dort ihren Personalstandort.

## Geschichte
Zu Zeiten der Dampflokomotiven, die einen Vorrat an Kohle und Wasser und auf Bergstrecken zusätzliche Lokomotiven benötigten, mussten die Standorte der Depots so gewählt werden, dass die Maschinen dort ihre Vorräte für eine lange Bergfahrt ergänzen konnten. So benötigte etwa die Gotthardlokomotive SBB C 5/6 18 Tonnen Wasser und acht Tonnen Kohle.
Für die elektrischen Lokomotiven brauchte es weniger Depots, sie wurden dort gebaut, wo die Lokomotiven benötigt wurden. Das waren die Endpunkte der Strecken, die Endbahnhöfe. Das Depot und seine Grösse mussten zur Strecke passen. Die Gotthardbahn mit der Bahnstrecke Immensee–Chiasso mit einer Länge von 206 km hatte drei Depots, die Lötschbergbahn mit 84 km zwei Depots.
Die Depots befinden sich in unmittelbarer Nähe zu einem Bahnhof, sind jedoch eigene Anlagen. Die grossen Depots, die sich selbst verwalten, werden als Depotinspektion bezeichnet, die kleineren als Nebendepots. Die kleinen Depots bestehen oft nur aus einer Lokremise, einer Garage für die Lokomotiven. Hier werden die kleine Wartung und einfache Reparaturen vorgenommen. Bei den grösseren Depots kommen Waschanlagen für die Lokomotiven und Eisenbahnwagen, Werkstatt- und Dienstgebäude dazu.

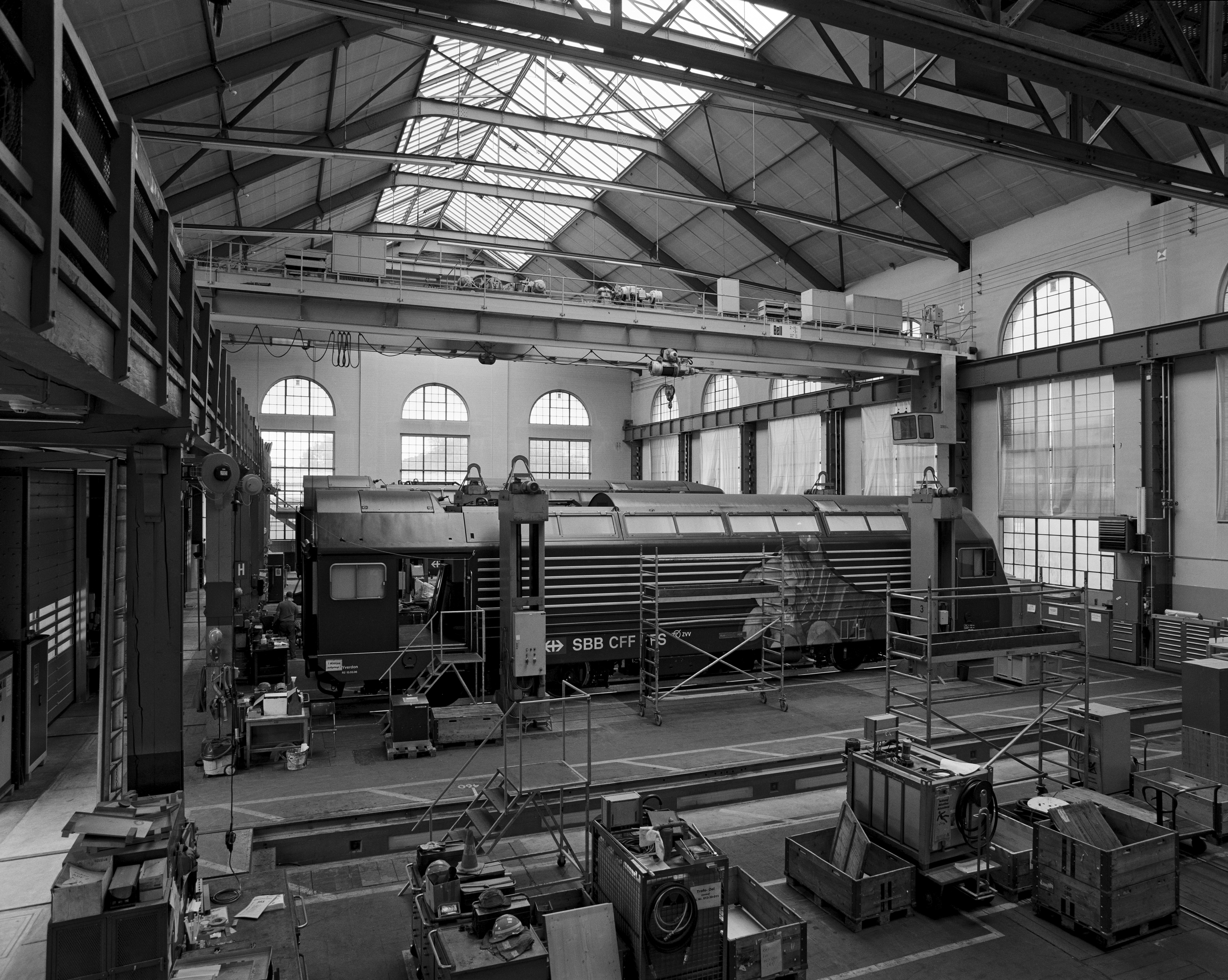
SBB-Zentralwerkstätten Zürich

Unterhaltsanlagen sind nach modernen Standards aufgebaute Depots. Sie gelten oft als Dienstbahnhof. Die Triebzüge fahren als ganzer Zug bis in die Unterhaltsanlage, was eine Beschleunigung der Zufahrt bedeutet. Die bisherigen Waschräume mussten deshalb zu langen Waschstrassen verlängert werden.
Für den schweren Unterhalt gibt es die Industriewerke, in denen grössere Schäden behoben oder eine Generalüberholung durchgeführt wird. Ein Industriewerk kann mit einer Lokomotivfabrik verglichen werden, es ist zum Bau von neuen Lokomotiven in der Lage. Weil hier gebrauchte Maschinen überholt werden, ist es eine Wartung und kein Neubau.
Bei einer Lokomotive ist alle 600'000 bis 800'000 Kilometer eine Hauptrevision fällig. Es gibt folgende Hauptrevisionen: R1 ist die erste und kleinste, planmässige Revision. R2 (Fahrmotorrevision) erfolgt im Umfang einer R1-Revision mit zusätzlich einer Laufwerksrevision. R3 ist ein schwerer Unterhalt nach 3'200'000 Kilometer oder 25 bis 30 Jahren. Dabei werden die Fahrzeuge zerlegt und wieder zusammengebaut.

## Gotthardbahn
Die Depots der Gotthardbahn wurden in Erstfeld, Biasca und Bellinzona gebaut. Ihr Standort wurde zur Zeit der Dampflokomotiven festgelegt. Sie liegen in der Nähe von Steilstrecken. Dort wurden zusätzliche Lokomotiven für die Bergfahrt bereitgestellt. Im Lokomotivdepot Bellinzona befindet sich eine Hauptwerkstätte. In Luzern wurde ein Nebendepot nach den Grundsätzen der Flachbahn erbaut.

### Arth-Goldau

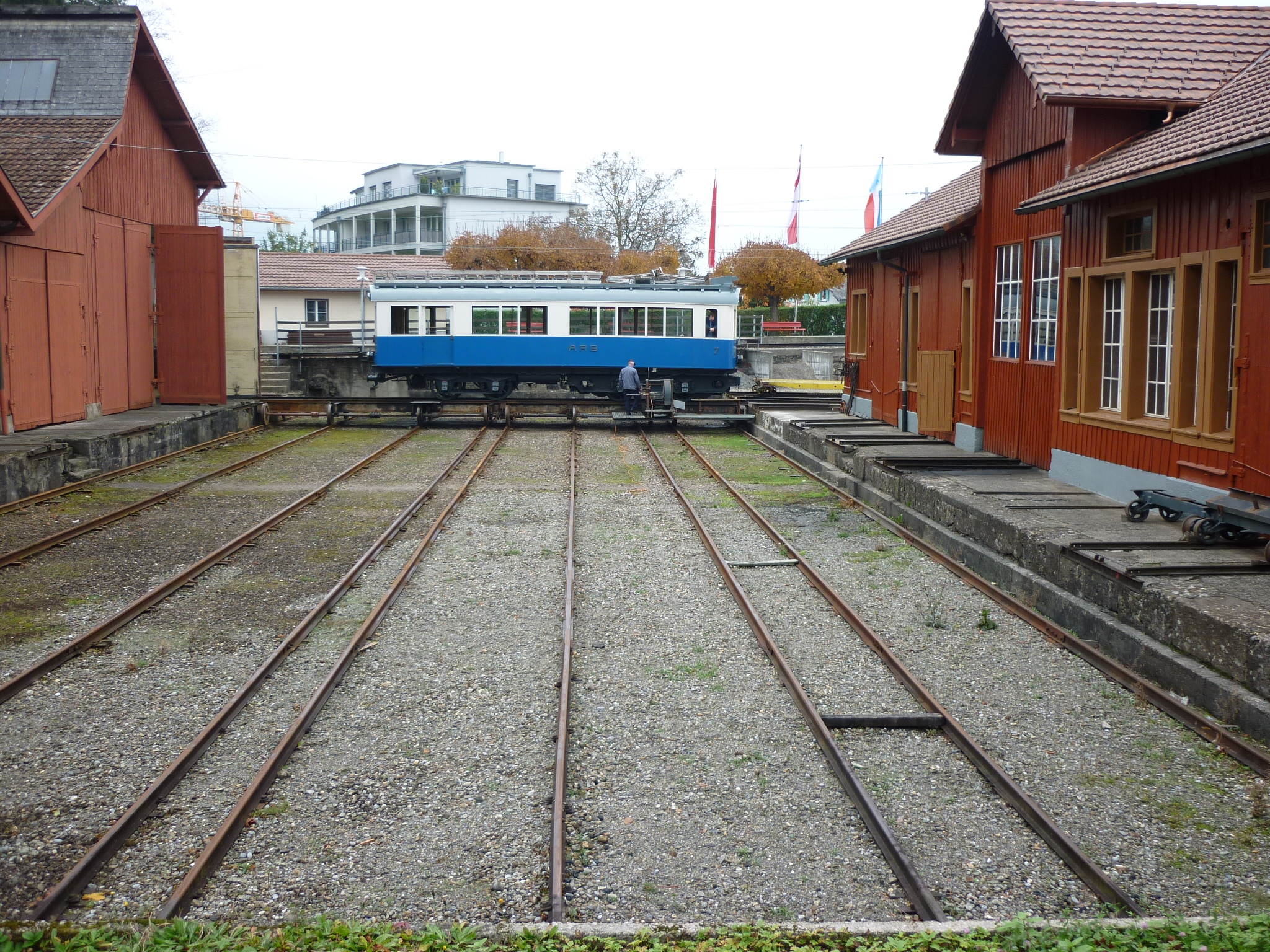
Depot der Arth-Rigi-Bahn in Goldau

Der Bahnhof Arth-Goldau  ist ein Knotenpunkt an der Gotthardachse, hier treffen die Strecken von Luzern – Basel und Zug – Zürich zusammen sowie seit 1875 die Zahnradbahn auf die Rigi und die Südostbahn (SOB) über den Sattel. Weil die Gotthardbahn ihren Bahnhof ursprünglich in Arth-Sonnenberg plante, erstellte die Arth-Rigi-Bahn Stationsgebäude, Depot und Werkstätten in Oberarth. Mit der Entwicklung von Goldau zum Eisenbahnknotenpunkt wurden Depot und Werkstätten der ARB nach Goldau verlegt.
1882 entstand der erste Knoten mit der Gotthardbahn, die von Immensee kommend, nach Süden fährt. 1891 kam die Linie der SOB hinzu. 1897 wurde die Linie aus Zug. Die Gotthardbahn erhielt in Goldau ein Nebendepot, das eine Remise mit drei Ständen und eine Drehscheibe umfasste.

### Bellinzona

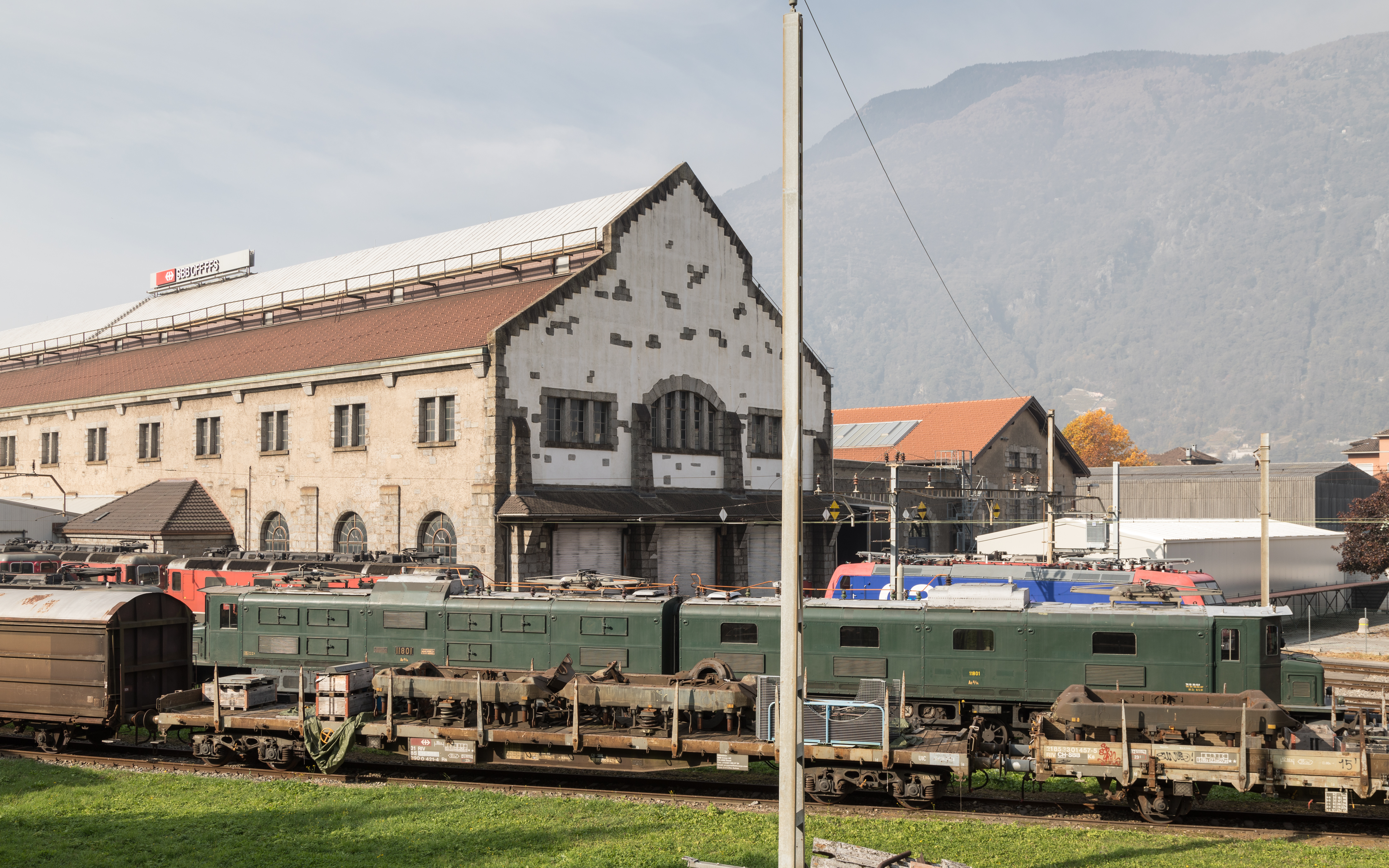
Depot Bellinzona

Der Bahnhof Bellinzona  wurde zur Schaltzentrale der Gotthardbahn im Tessin. Mit seiner Hauptwerkstätte kam dem Depot eine besondere Rolle zu und war mit dem Depot Erstfeld vergleichbar. In den 1970er Jahren wurde ein neues Depot mit modernen Unterhaltsanlagen (lange Halle für Pendelzüge) gebaut, das komplette Züge unterhalten konnte. In der Depotinspektion Bellinzona wurden immer wieder die modernsten Lokomotiven der SBB stationiert. 1988 waren das:
18 SBB Re 4/4 I, vier SBB Ee 3/3 IV, drei SBB Bm 6/6, eine SBB Tm IV, 46 SBB Re 6/6, drei SBB Eem 6/6, vier SBB Em 3/3, neun SBB Ee 3/3, neun SBB Bm 4/4, ein SBB Tm III (Depot).

### Biasca

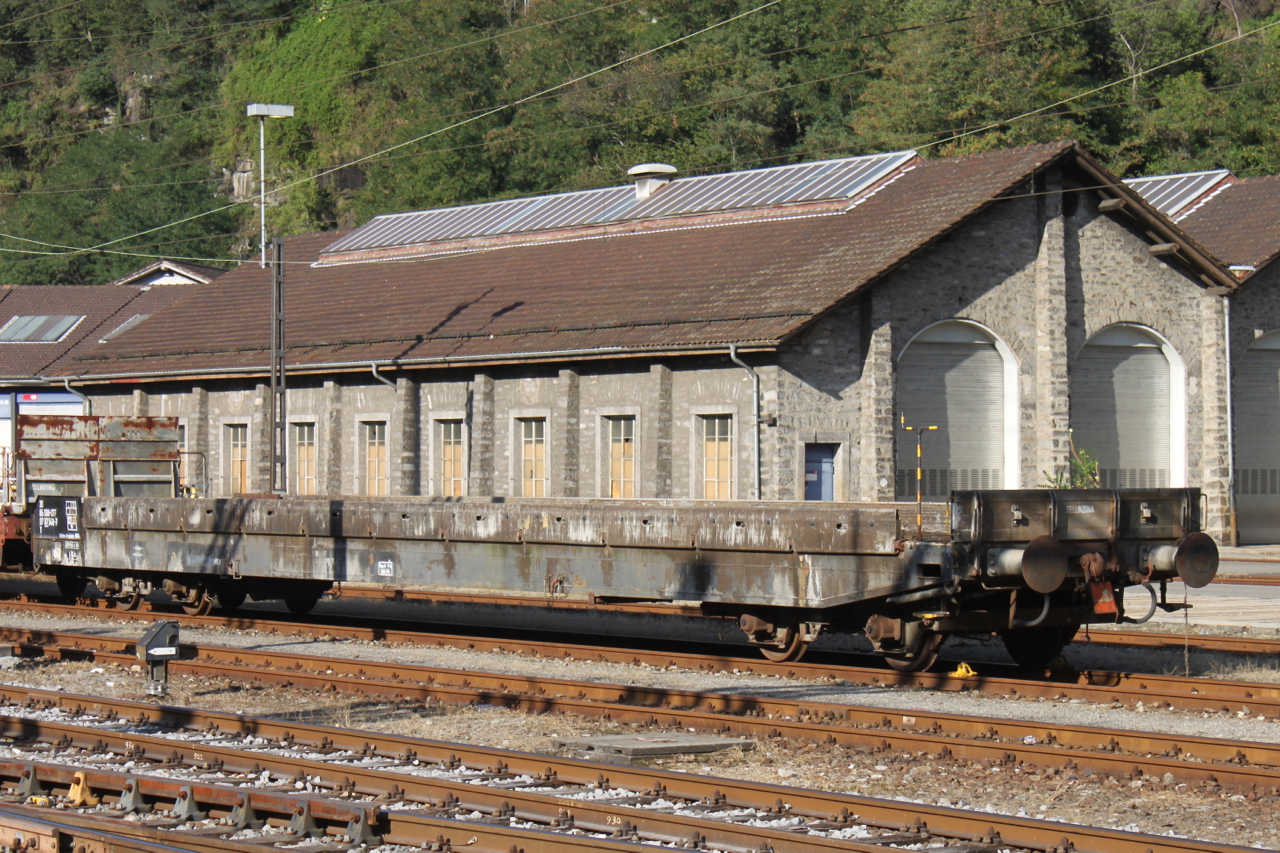
Depot Biasca

1874 wurde die Tessiner Talbahnen eröffnet. Das Depot des Bahnhofs Biasca  konnte vor demjenigen in Bellinzona den Betrieb übernehmen. Das am nördlichen Ende der Talbahnen gelegene Depot konnte die bereits in Betrieb stehenden Strecken abdecken.
Für den Gotthard-Basistunnel hat die SBB in Erstfeld und Biasca je ein Erhaltungs- und Interventionszentrum (EIZ) erstellt. Von den beiden Standorten rücken im Ereignisfall die Lösch- und Rettungszüge aus.

### Chiasso
Bei der Eröffnung der Gotthardbahn wurde beim Bahnhof Chiasso  kein Depot erstellt, obwohl es deren Endbahnhof war und hier der Lokomotivenwechsel der Gotthardbahn gegen solche der italienischen Bahnen.
Später bekam Chiasso ein Nebendepot mit Drehscheibe, Remise, Magazin und Dienstgebäude, das von Bellinzona aus verwaltet wurde. Als Grenzdepot zu einem anderen Stromsystem dürfte seine Berechtigung im modernen Güterverkehr nicht in Frage gestellt sein.

### Erstfeld

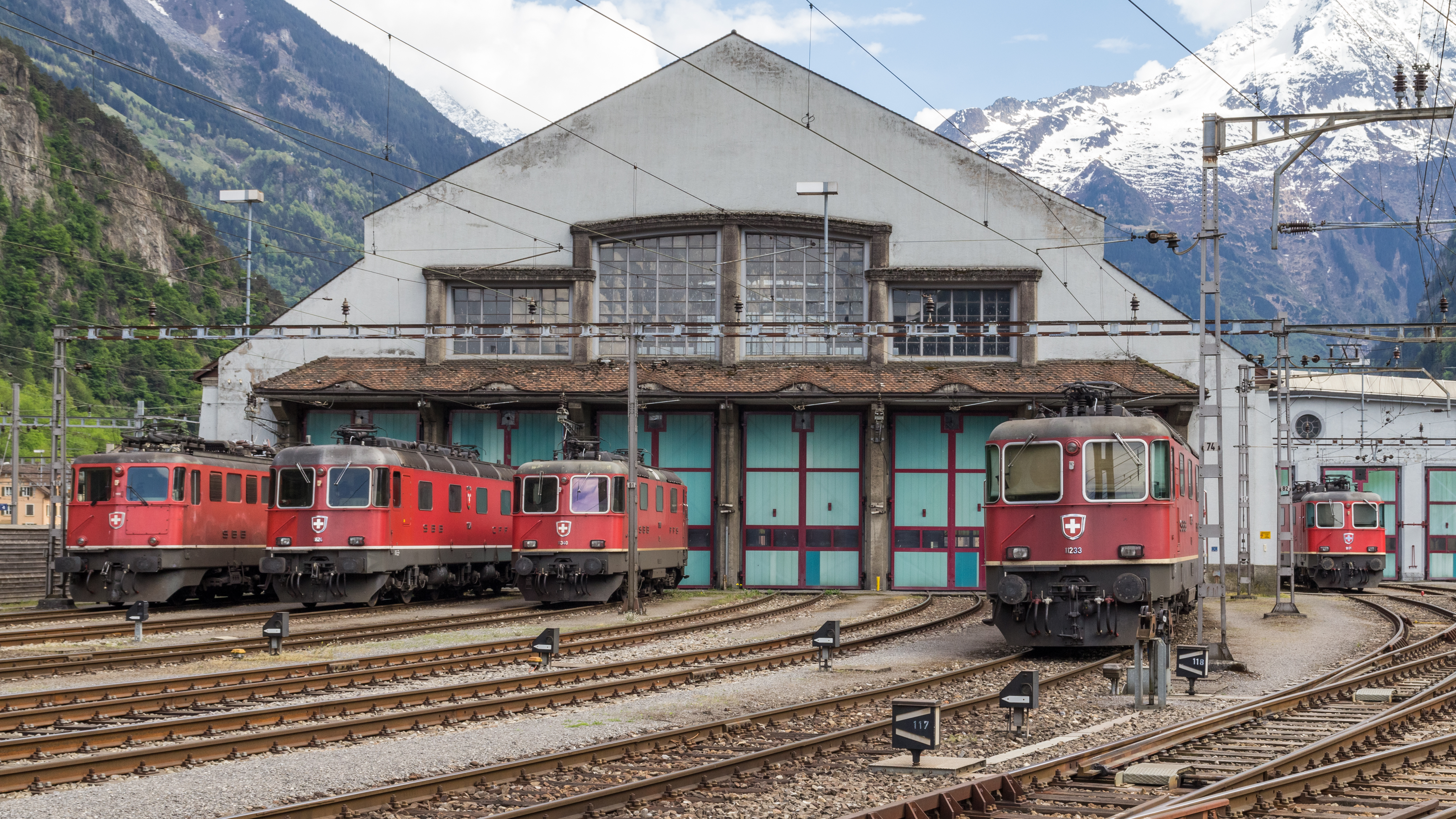
Depot Erstfeld

Das Depot  (Drehscheiben, Remisen, Dienstgebäude, kleine Werkstatt) des Bahnhofs Erstfeld  existiert seit der Gründung der Gotthardbahn und wurde immer wieder den Bedürfnissen angepasst. Mit der Inbetriebnahme elektrischer Lokomotiven wurde 1922 an die heute noch bestehende Remisenhalle und an die alte Dampflokremise angebaut. Die Hauptaufgabe des Depots Erstfeld, die Lokomotiven für den Vorspann- und Schiebedienst zu stellen, entfiel 2016 mit der Eröffnung des Gotthard-Basistunnels.
Die modernsten und stärksten Lokomotiven waren in Erstfeld stationiert. Im Jahre 1988 waren das:
17 SBB Re 4/4 III, sechs SBB Ee 3/3, 28 SBB Re 6/6, eine SBB Bm 4/4, 27 SBB Ae 6/6, vier Schneeschleudern Rotary. Die erste Rotary Dampfschneeschleuder von 1896 befindet sich, noch funktionstüchtig, im Verkehrshaus Luzern.
Mit der Divisionierung der SBB in die drei Einheiten Infrastruktur, Personenverkehr und Cargo ging das Depot Erstfeld an die Division Cargo. 2004 wurde das Cargo-Depot nach Arth-Goldau verlegt. Mit der Eröffnung des Gotthard-Basistunnels wurde das Depot als Einsatzstelle für Lokführer aufgelöst.
Für die dort stationierten Tunnelrettungs- und -erhaltungsfahrzeuge des Erhaltungs- und Interventionszentrums (EIZ) wurde eine neue Halle gebaut. Die grosse Lokhalle des Depots wurde 2002 von SBB Historic als Aussenstation des Verkehrshaus Luzern bezeichnet. Der Verein SBB Historic Team Erstfeld pflegt und unterhält das Rollmaterial des historischen Depots Erstfeld.

### Luzern
Im Bahnhof Luzern trafen die ersten Eisenbahnzüge 1859 ein. Als Endbahnhof erhielt er ein erstes Depot. Mit der Eröffnung der Gotthardstrecke kamen die Gotthardzüge nach Luzern, wo deren Lokomotiven mit denjenigen der Schweizerischen Centralbahn ausgewechselt wurden. Die Schmalspur-Strecke der Brünigbahn führte ebenfalls nach Luzern.
Weil Luzern als einziges SBB-Depot Triebfahrzeuge mit unterschiedlichen Spurweiten zugeteilt waren, wurden für die Depotinspektion Luzern zwei eigenständige Depots (Dienstgebäude, Remise, Werkstatt, Drehscheibe) gebaut. Die Waschanlage für Züge konnte von den schmalspurigen und den normalspurigen Fahrzeugen genutzt werden.
Die zugeteilten Normalspur-Lokomotiven waren 1988:
35 SBB Re 4/4 II, 13 SBB Ee 3/3, 21 SBB RBe 4/4, drei SBB Em 3/3, sieben SBB Re 4/4 I, eine SBB Tm IV.

## Lötschbergbahn
Die BLS Lötschbergbahn ist aus mehreren Eisenbahngesellschaften entstanden, bei denen noch Dampflokomotiven im Einsatz waren. Der Bahnhof Spiez wurde zu einem Knotenpunkt im Berner Oberland, deshalb wurde hier ein Depot erstellt.
Die Lötschberg-Bergstrecke wird seit Betriebsbeginn mit elektrischen Triebfahrzeugen betrieben. In Brig, dem Endpunkt der Lötschbergbahn, wurde ein Depot mit einem heute noch erhaltenen Rundschuppen erstellt.

### Brig
Mit der Eröffnung des Simplontunnels 1906 änderte sich der Charakter des Depots Brig. Auch er wurde seit Betriebsbeginn elektrisch betrieben. Mit der Betriebsaufnahme des Simplontunnels erfolgte in Brig ein Traktionswechsel. Die Züge aus Italien kommenden Züge waren mit einer Drehstromlokomotive bespannt, die für die Weiterfahrt gegen eine Dampflokomotive ausgetauscht wurde.
Der Depotinspektion Brig wurden als Nebendepots die Standorte Domodossola und Sion zugeteilt. Mit der Verlängerung des Drehstrombetriebs nach Sion im Jahre 1923 verschwanden Streckenlokomotiven aus Brig, Rangierlokomotiven und Lokomotiven für Hilfeleistungen verblieben jedoch dort. 1990 hatte das SBB Depot Brig einen Personalbestand von 169 Angestellten. Das Lokomotivpersonal wurde durch den Simplontunnel und auf der Rhonetalbahn in Richtung Lausanne eingesetzt sowie auf der Lötschbergbahn bis nach Thun oder Bern.

### Spiez

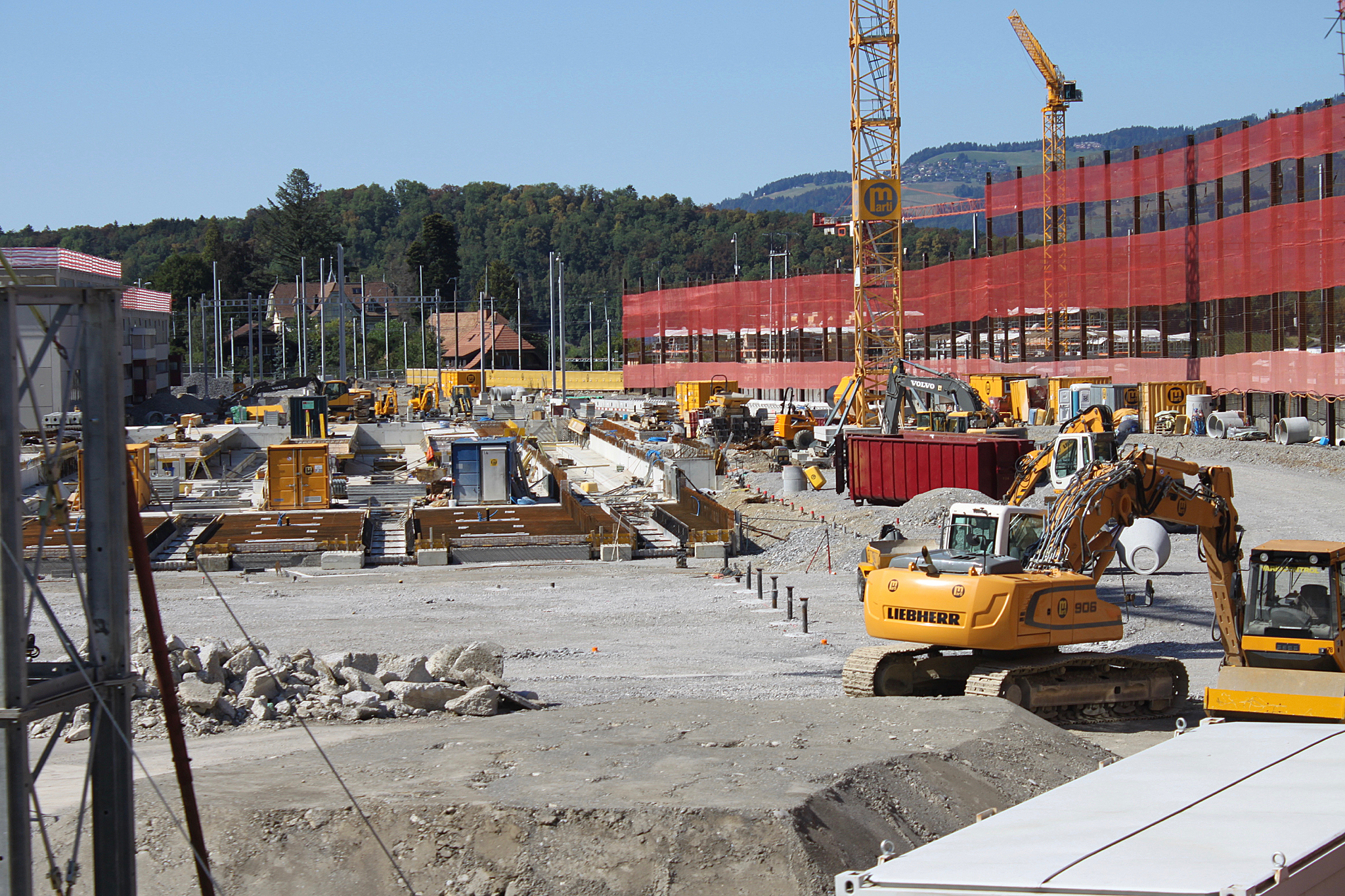
Bau des neuen BLS-Depot Spiez mit Werkstätte, 2018

Der Bahnhof Spiez  wurde nach Inbetriebnahme der Spiez-Erlenbach-Bahn SEB zum Knotenbahnhof. Deshalb wurde hier ein Depot erstellt. Die Linie nach Frutigen, die bereits im Hinblick auf die Lötschbergbahn gebaut wurde, schloss sich diesem Depot an. Das Depot mit angebauter Werkstätte und Dienstgebäude wurde zur Schaltzentrale der BLS für das Berner Oberland. Später fuhren die BLS-Lokomotiven bis nach Basel durch. Mit dem liberalisierten Bahnverkehr wurden die Schnellzüge mit der SBB gegen die Strecken nach Luzern und Fribourg abgetauscht.

## Verkehrsknotenpunkte
Neben den Bergstrecken und Endbahnhöfen gab es an den wichtigsten Bahnhöfen und Knotenpunkten der Schweiz immer ein grösseres Depot. Das sind die Bahnhöfe von Basel, Bern, Lausanne, Olten, St. Gallen, Winterthur und Zürich. Bei den grossen Depots und Hauptwerkstätten finden sich vorgelagerte oder innen liegende Schiebebühnen.

### Olten

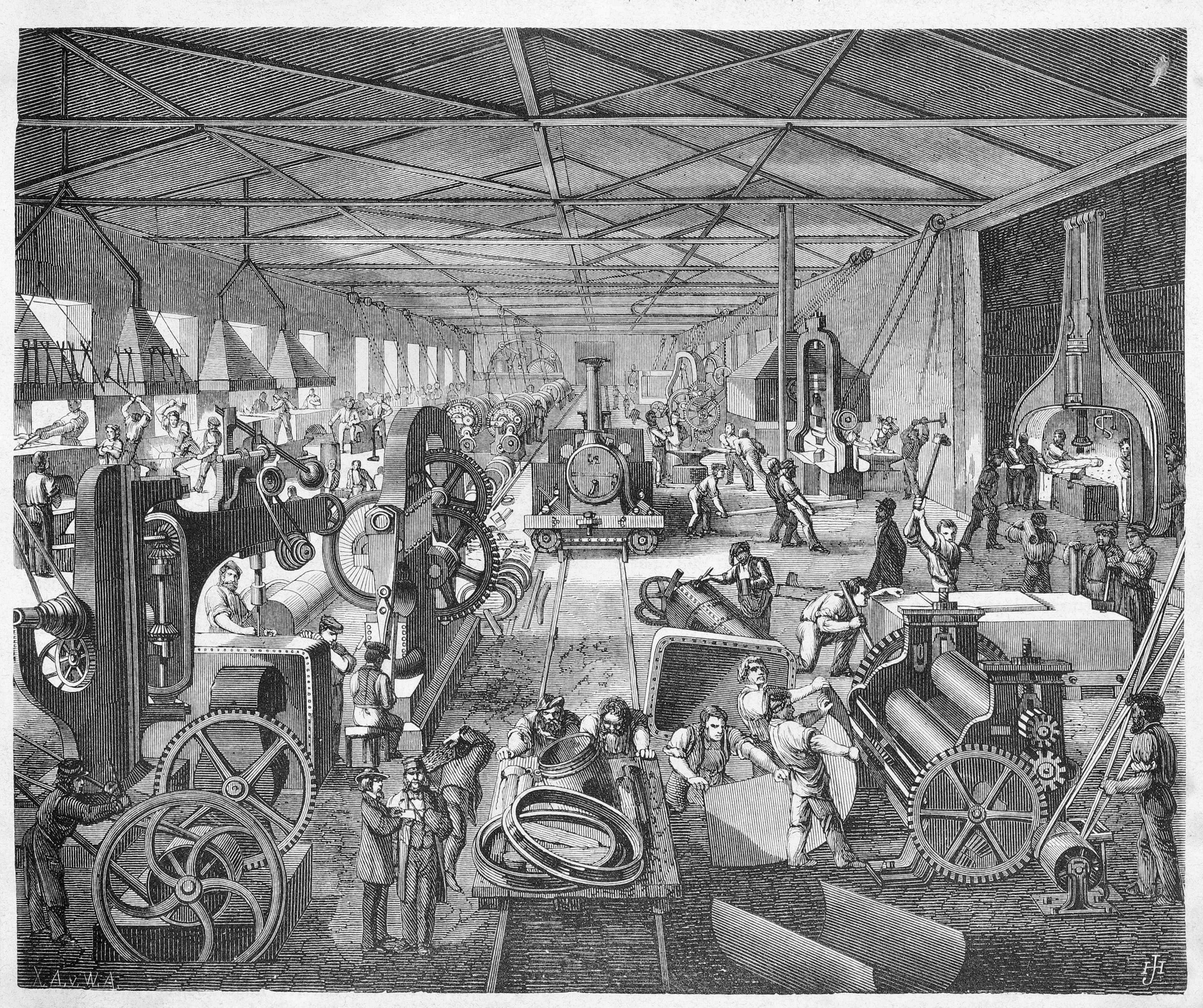
Centralreparaturwerkstätte SCB in Olten, um 1863

Der Bahnhof Olten  bildete seit den Anfängen der Schweizer Eisenbahngeschichte einen zentralen Ort im Streckennetz der Schweizerischen Centralbahn (SCB). Die dort von der SCB um 1855 errichtete Hauptwerkstätte stellt auch neue Lokomotiven und Güterwagen her. Der erste Werkstattchef war der bekannte Erfinder Niklaus Riggenbach. Aus der Hauptwerkstätte ging das heutige Industriewerk der SBB hervor.

### Zürich
Mit dem 1868 erbauten Vorbahnhof, dem ersten Güterbahnhof, wurden Lokremise und Werkstätten erstellt. Letztere spezialisierten sich in den 1860er-Jahren erfolgreich im Lokomotivbau, der auf die Anforderungen des schweizerischen Eisenbahnnetzes zugeschnitten war. 1897 wurde der Vorbahnhof durch den westlich gelegenen Güterbahnhof ersetzt. Die Werkstätten zügelten in die Hauptwerkstätte in Altstetten.

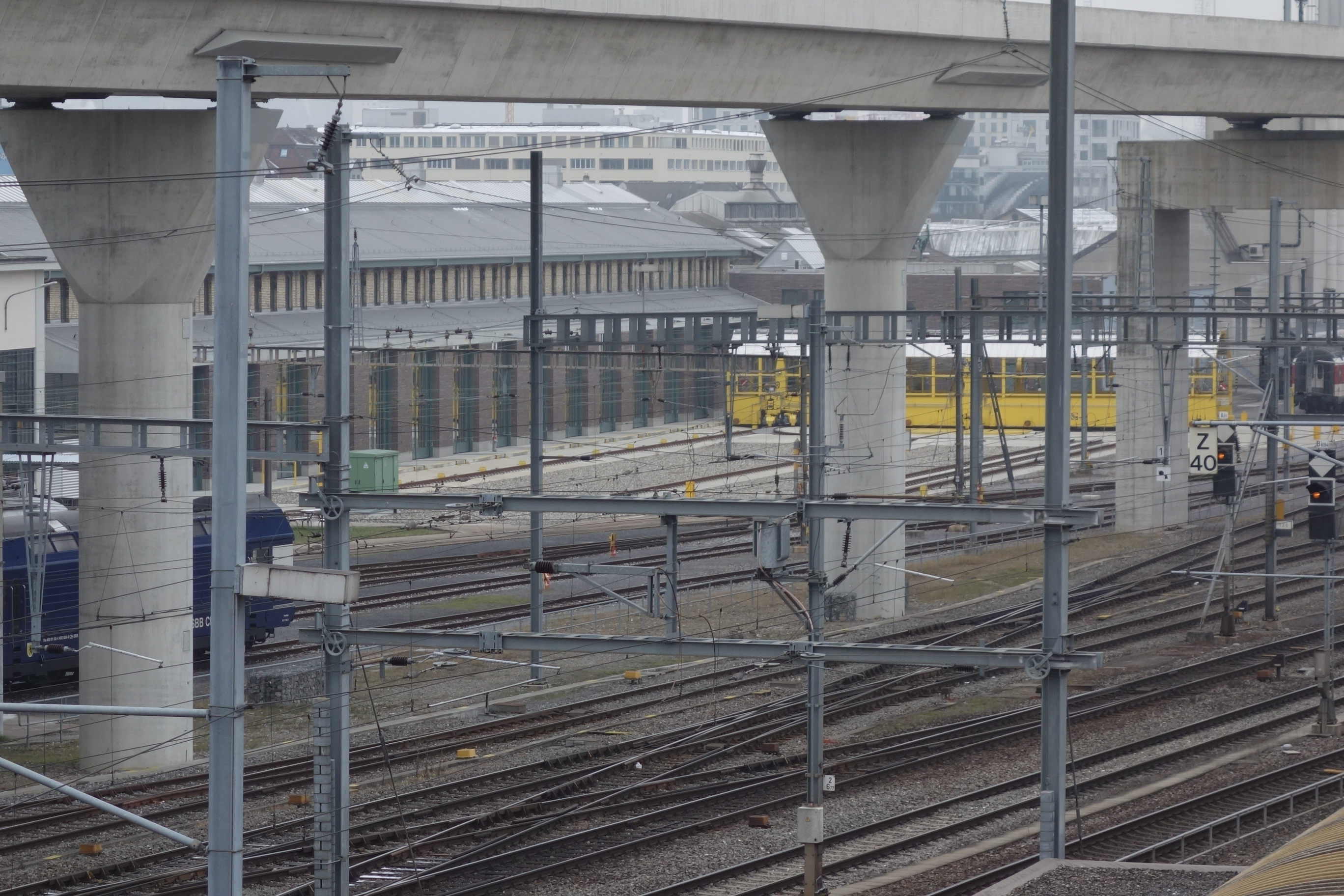
Drehverschiebungseinrichtung

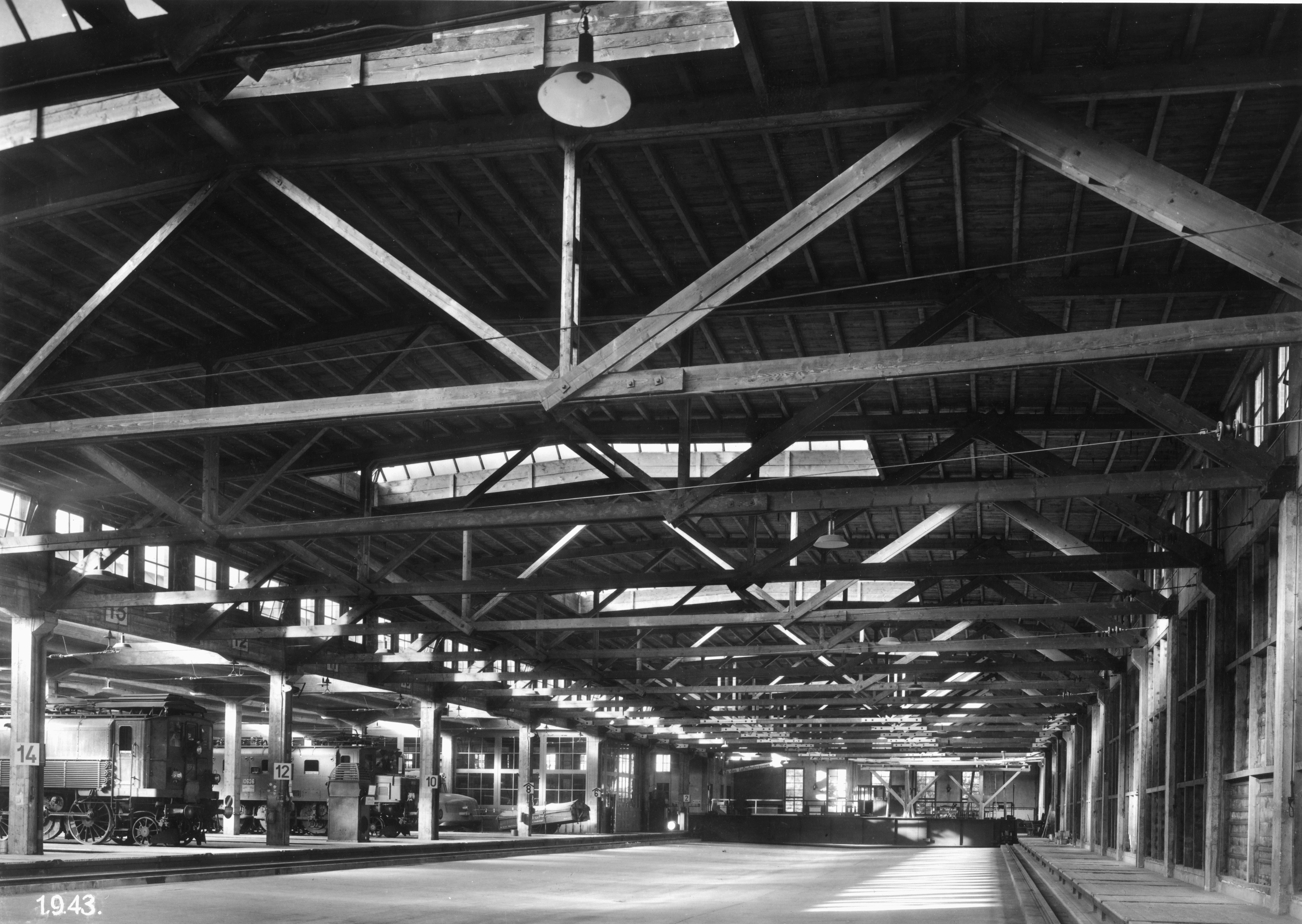
Depot G Neugasse

1898/1899 wurde das Lokomotivdepot F  von der Schweizerischen Nordostbahn NOB an der Remisenstrasse (Aussersihl, Kreis 4) erbaut. Das beim Güterbahnhof inmitten des Gleisfeldes erbaute Depot wurde 1953/1954 erweitert. In der rund 200 Meter langen Remisenhalle fanden auf den sieben durchgehenden Gleisen rund 50 Lokomotiven mit Schlepptender oder Tenderlokomotiven Platz. Die quer verlaufende Schiebebühne wurde vor der Elektrifizierung mit Dampfkraft bewegt. Die Unterhaltsanlage mit Büros wird weiterhin von den SBB genutzt.
Die Hauptwerkstätten der Schweizerischen Bundesbahnen der SBB (auch SBB-Zentralwerkstätten) wurden von 1905 bis 1911 an der Hohlstrasse in Altstetten in Betrieb genommen. 2017 wurde die 130 Meter lange Reparaturhalle saniert. Das SBB-Reparaturcenter Zürich-Altstetten wartet in der renovierten Instandhaltungshalle Reisezugwagen. Eine speziell für das Reparaturcenter entwickelte Drehverschiebeeinrichtung für Lokomotiven und Reisezugwagen bis 30 Meter, gilt als weltweit einzigartig.
Das Lokomotivdepot G wurde von 1925 bis 1927 (gegenüber dem Depot F) an der Neugasse (Industriequartier, Kreis 5) erbaut. Es wurden 16 Geleise zur Reparatur, Revision und Remisierung von bis zu 46 elektrischen Lokomotiven angelegt. Die beiden flankierenden Hallen verfügen über je eine Schiebebühne mit 150 Tonnen Tragkraft (Giesserei Bern). 1959 und 1963 wurde je eine angebaute Halle mit drei und neun Geleisen erstellt. Das Lokomotivdepot G wird nach der akzeptierten Volksinitiative „Eine Europaallee genügt – jetzt SBB-Areal Neugasse kaufen“ bis auf weiteres als Unterhaltsanlage genutzt.
2014 nahm die SBB die Abstell- und Unterhaltsanlage Herdern in Zürich-Altstetten mit einer neuen, 420 Meter langen Serviceanlage für Fernverkehrszüge in Betrieb. Die Halle, in der Grösse von vier Fussballfeldern gilt als die längste Werkstätte der Schweiz.

## Servicestandorte, Reparaturcenter, Industriewerke

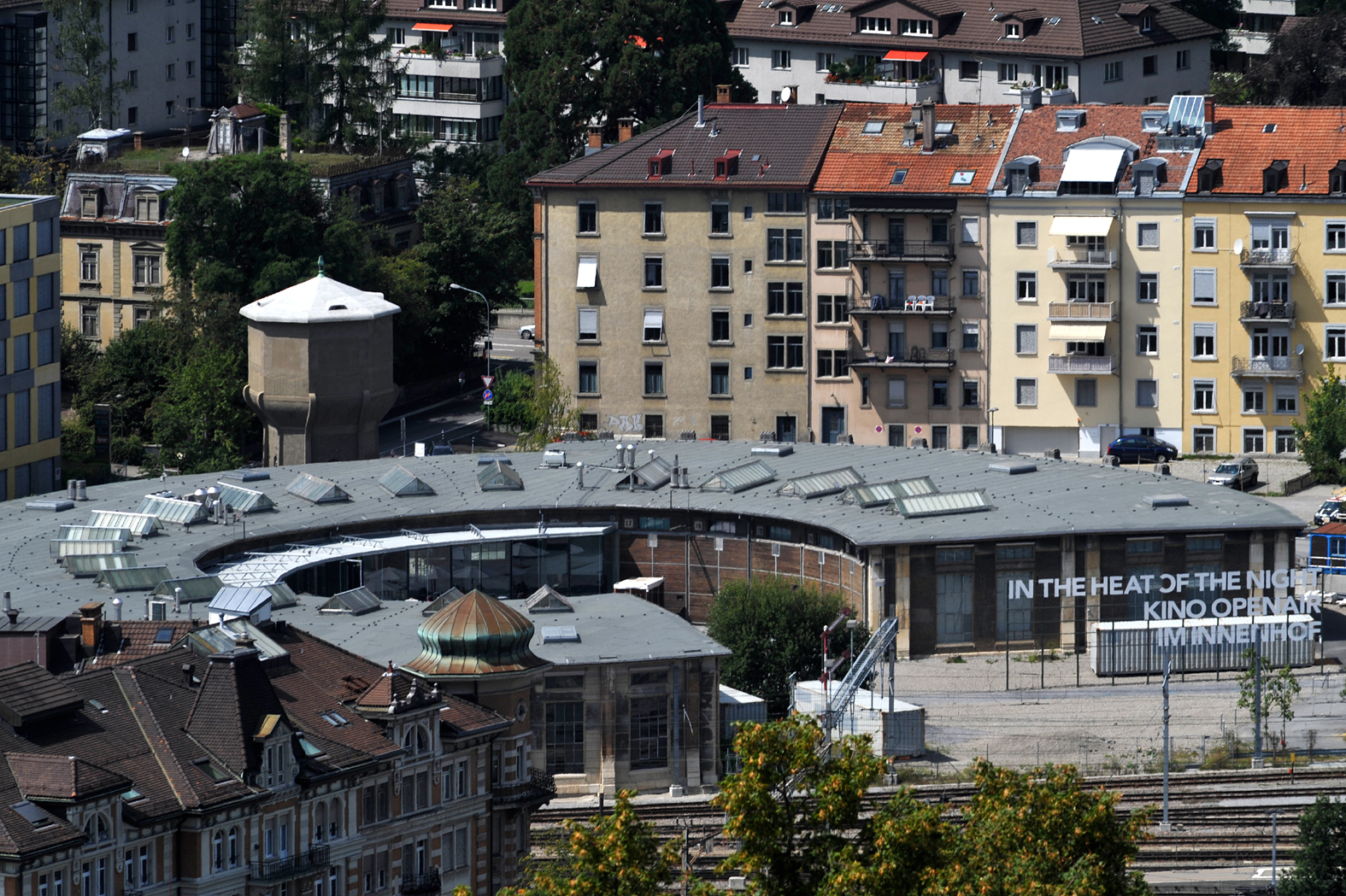
Lokremise St. Gallen als Kulturzentrum

Die Depots und die SBB-Hauptwerkstätten wurden modernisiert, der technischen Entwicklung und den neuen Bedürfnissen angepasst. Die SBB besitzen (Stand 2013) acht Servicestandorte für Präventive Instandhaltung (Basel, Bellinzona, Biel, Brig, Genf, Luzern, Oberwinterthur, Zürich-Herdern), ein Reparaturcenter (Zürich-Altstetten) und vier Industriewerke (Bellinzona, Biel, Olten, Yverdon).
Die Areale der alten Depots gelten wie die SBB-Areale im Gleisraum zwischen dem Zürich Hauptbahnhof und Altstetten zu den letzten grossen städtischen Entwicklungsgebieten. Durch die Transformation der SBB-Werkstätten soll auf dem 42.000 Quadratmeter grossen Gelände unter dem Namen «Werkstatt Zürich» aus einer Industrieanlage ein Ort für «Innovationsbetriebe» und Start-up-Unternehmen sowie Kultur entstehen.
In St. Gallen beherbergt die ehemalige Lokremise  ein Kulturzentrum, in der Rotonde de Delémont  und das Depot Romanshorn  werden historische Eisenbahnfahrzeuge gezeigt.

## Trivia
Vergleichbare Einrichtungen des Bahnbetriebs werden in Deutschland und in Österreich als Bahnbetriebswerk bezeichnet.